# Ельмар Кітс
Ельмар Кітс (ест. Elmar Kits; 14 (27) квітня 1913, Тарту - 24 березня 1972 , Тарту, Естонія) — естонський художник.

## Біографія
Народився 14 (27) квітня 1913 року в Тарту.
З 1935 по 1939 роки навчався у вищому художньому училищі «Паллас», де займався живописом в класі відомого естонського живописця професора Адо Ваббе.
У 1940-1941 роках працював викладачем малювання в Державній вищій художній школі імені Конрада Мягі.
В 1946 році разом з групою естонських художників провів місяць у Вірменії, в 1947 році був у середньоазіатських республіках, а в 1955 році в Карелії.
Після війни з 1947 по 1949 роки працював викладачем живопису в Тартуському державному художньому інституті, був начальником відділу монументального живопису. У 1947 році отримав звання доцента.

## Творчість
У 1950-ті роки художником створено ряд портретів («Професор І. В. Вескі», 1952; «Художниця Л. Кітс-Мягі», 1956; «Автопортрет», 1956 і ін.). 
У естонську класику живопису увійшов натюрморт «Квіти» (1945).
У 1961-1962 роках в ході пошуку нових форм образотворчого вираження автором створено триптих «Музика - Балет - Образотворче мистецтво». Пізніше, поряд зі строго реалістичними полотнами («Старенькі», 1970), художник створює ряд робіт в абстрактній манері ( «Тріо», 1964; «Китайське», 1966; «Молодь», 1966; «В очікуванні обіду», 1966 і ін.).
У 1947 році в співавторстві з  Евальдом Окасом і Р. Сігрітсом художник виконав залу для глядачів театру «Естонія», в 1965 році створив настінне панно в ресторані «Тарвас», а в 1971 році - декоративне панно в будинку культури в Рійзіпере.
В червні 1956 року глядачі познайомилися з роботами художника на виставці, присвяченій творчості трьох естонських художників - Е. Ейнмана, Е. Кітса і Р. Сагрітса.
Творчість художника представлено в Талліннському художньому музеї багатою колекцією, що організувала посмертно дві виставки: в 1972 році - ретроспективну персональну виставку в Талліні та Москві, а в 1975 році - експозицію «Етюди і нариси Ельмара Кітса»

## Персональні виставки
- 1946 Tartu Kunstnike Maja ja Võru
- 1956 Tartu Kunstimuuseum ja Tallinna Kunstihoone
- 1966 Tartu Kunstnike Maja
- 1967 Tallinna Kunstihoone
- 1972 Tallinna Riiklik Kunstimuuseum
- 1973 Moskva
- 1978 TKM
- 1988 RKM ja TKM
- 1994 TKM

## Групові виставки
- 1940 kohvik "Ko-Ko-Ko", Tartu
- 1946 Tallinna Kunstihoone
- 1947 Moskva (koos Alo Hoidre, Richard Kaljo, Evald Okas]]e ja Günther Reindorffiga)
- 1956 Moskva (koos Eduard Einmanni ja Richard Sagritsaga).

## Подяки
- Eesti NSV teeneline kunstitegelane[et] (1956)
- Eesti NSV rahvakunstnik[et] (1971)

## Родина
- Батько - Яан Кітс (ест. Jaan Kits)
- Дружина - Лінлі Кітс-Мягі (ест. Linda Kits-Mägi), художник
- Дочка - Саськіа Касемаа ест. Saskia Kasemaa (р.1945), художник